# كلية الطب البيطري بجامعة ولاية ايوا
تأسست كلية الطب البيطري بجامعة ولاية ايوا (بالإنجليزية: Iowa State University College of Veterinary Medicine)‏ عام 1879 وهي أقدم كلية بيطرية في الولايات المتحدة. تخرج منها بولاية أيوا 6,400 طبيب بيطري وهي واحدة من أكبر مرافق البحث البيطرية في البلاد.

## التاريخ
تأسست كلية ولاية أيوا للطب البيطري رسميًا في عام 1879، ويمكن تتبع تاريخها إلى تأسيس المدرسة في عام 1858، عندما حدد مشرع الولاية أنه سيتم تضمين الدراسات البيطرية في مواضيع التدريس. تلقى كبار السن من خريجي أول دفعة من وحدة دعم التنفيذ في عام 1872 تعليمات في العلوم البيطرية،  كانت المدرسة البيطرية جامعة ولاية ايوا أول كلية بيطرية حكومية في الولايات المتحدة. أغلقت جميع الكليات البيطرية الخاصة الأخرى بحلول عشرينيات القرن العشرين تاركة كلية بيطرية بجامعة ولاية ايوا كأقدم كلية بيطرة لا تزال تعمل في الولايات المتحدة.
في الأصل، كانت البرامج المقدمة لنيل الشهادات برامج لمدة عامين فقط، ولكن مع توسع الدورات الدراسية، تم تمديد البرنامج إلى ثلاث سنوات في عام 1887 وإلى أربع سنوات بحلول عام 1903 (مما جعل ولاية أيوا أول مدرسة بيطرية في البلاد تقدم برنامج لمدة أربع سنوات).
في عام 1885 كانت دروس بيطرية تقدم في «المبنى الصحي»، الذي كان يقع فيه الاتحاد الحالي للوحدة التذكارية للجامعة. في عام 1893 تم نقل قسم الطب البيطري إلى «قاعة الزراعة القديمة» أو «قاعة علم النبات» المعروفة اليوم باسم قاعة كات.
بحلول عام 1912، أصبح الاكتظاظ مشكلة، تم بناء «مربع الكلية» (المعروفة حاليًا باسم قاعة لاقومارسينو) في الجانب الشمالي من الحرم الجامعي. يتكون الرباعي من أربعة مبان متصلة ببعضها البعض عبر ممرات مرتبة حول الفناء المركزي. تم بناء مبنى خامس أكثر شمالا وتم الانتهاء من مختبر التشخيص البيطري في عام 1956.

مع استمرار نمو الكلية، أصبحت الكلية غير راضية عن الاسم القديم لها، "قسم الطب البيطري". علقعميد الطب البيطري، تشارلز هنري ستانج في تقرير عام 1933 : 
 نوقش "منذ سنوات" تغيير قسم الطب البيطري إلى "كلية الطب البيطري". . . . يبدو أنه لدينا "كلية الطب البيطري" في ولاية آيوا في الحقيقة ولكن ليس بالاسم. . . ويحدونا أمل وطيد في أن يتم هذا التصحيح في وقت قريب". 
 لإعادة تسمية الكلية، تطلب الأمر تحويل الأقسام الأخرى داخل كلية ولاية آيوا إلى كليات منفصلة أيضًا. في 4 يوليو 1959، تم إجراء التغيير أخيرًا، وبذلك أصبح "قسم الطب البيطري" يُطلق عليه الآن "كلية الطب البيطري".
كان المبنى الرباعي هو المبنى الرئيسي لمدرسة البيطرية لمدة 64 عامًا حتى أصبح الاكتظاظ مرة أخرى مشكلة. تم وضع خطط لإنشاء مرفق جديد على قطعة أرض مجاورة لمعهد البحوث الطبية البيطرية شمال الطريق السريع 30 مباشرةً. تم الانتهاء من المرفق الجديد في عام 1976 بتكلفة تزيد قليلاً عن 25 مليون دولار. أقيمت مراسم التدشين في الخريف وحضره الرئيس جيرالد فورد من بين كبار الشخصيات الحكومية والوطنية الأخرى.

## روابط خارجية
- الموقع الرسمي